# Малотроицкое сельское поселение
Малотро́ицкое се́льское поселе́ние  — муниципальное образование Чернянского района Белгородской области России. Административный центр — село Малотроицкое.

## География
Находится в 15 километрах от трассы P-188 Валуйки — Старый Оскол. До Старого Оскола удобнее добираться через село Городище.

## История
Малотроицкое сельское поселение образовано 20 декабря 2004 года в соответствии с Законом Белгородской области № 159.

## Население
| 2010  | 2011  | 2012  | 2013  | 2014  | 2015  | 2016  | 2017  | 2018  |
| ----- | ----- | ----- | ----- | ----- | ----- | ----- | ----- | ----- |
| 1391  | ↘1386 | ↘1357 | ↘1337 | ↘1293 | ↘1284 | ↘1263 | ↘1255 | ↘1228 |
| 2019  | 2020  | 2021  |       |       |       |       |       |       |
| ↘1203 | ↘1164 | ↘1017 |       |       |       |       |       |       |

## Состав сельского поселения
| № | Населённый пункт | Тип населённого пункта       | Население |
| - | ---------------- | ---------------------------- | --------- |
| 1 | Баклановка       | село                         | ↘137      |
| 2 | Малотроицкое     | село, административный центр | ↗774      |
| 3 | Петровский       | хутор                        | ↗205      |
| 4 | Славянка         | хутор                        | ↗179      |
| 5 | Сукмановка       | хутор                        |           |
| 6 | Хитрово          | село                         | ↘96       |